# Aldo Perani
Romualdo Perani, o Aldo (Parre, 30 gennaio 1907 – Milano, 17 gennaio 1987), è stato un calciatore italiano, di ruolo attaccante.

## Carriera
Appartenente ad una famiglia di calciatori, (il fratello Gino ed i nipoti Ettore e Marino giocarono anch'essi in Serie A), è conosciuto con il nome di Aldo anche se risulta registrato all'anagrafe del comune di Parre con il nome di Romualdo, cresce nella Nossese per passare all'Atalanta, con cui debutta in Prima Divisione (l'attuale Serie B).
Con i neroazzurri disputa cinque stagioni (di cui una nella squadra riserve) realizzando una buona quantità di reti.
Le sue prestazioni attirano l'attenzione del Napoli, che lo acquista e lo fa esordire in Serie A.
La sua carriera è frenata da numerosi infortuni, che lo riportano all'Atalanta, dove non disputa nemmeno una partita e poi a numerose altre squadre delle serie minori in cui le sue apparizioni sono assai limitate.

## Palmarès

### Club

#### Competizioni nazionali
- Prima Divisione: 1

Atalanta: 1927-1928

#### Competizioni regionali
- Seconda Divisione: 1

Cerignola: 1933-1934